# Culex pulchrithorax
Culex pulchrithorax é um espécie de mosquito do Género Culex, pertencente à família Culicidae.